# Bennigan's
Bennigan's Grill & Tavern, comúnmente conocida como Bennigan's, es una cadena de restaurantes tipo taberna irlandesa, con restaurantes en todo Estados Unidos, y en 14 países más. En nombre de la franquicia es Bennigan's Company, LLC, tiene sede en Richardson, Texas.

## Productos
Bennigan's ofrece un menú con comida típica irlandesa con un toque estadounidense, que incluyen aperitivos, bocadillos, y carnes. Sus elemento más popular del menú durante muchos años incluyen el Monte Cristo sándwich, Broccoli Cheese Soup, Broccoli Bites, y en postres el Death by Chocolate. Los restaurantes también cuentan con un bar completo, con muchas variedades de cerveza y licores disponible.

## Historia
A finales de julio de 2008, todos los restaurantes propiedad de la compañía, que en ese momento eran 150 bares, se cerraron cuando la empresa propietaria de la franquicia, S&A Restaurant Group se acogió al Capítulo 7, Título 11, Código de Estados Unidos (liquidación) y se declaró en bancarrota. Los restaurantes franquiciados de la cadena se mantuvo (y siguen funcionando). Tras el cierre del grupo S&A, todos los activos restantes de la empresa fueron adquiridos por un grupo de capital privado para que los franquiciados pudieran seguir funcionando, con la intención de reabrir los lugares cerrados de propiedad de y operadas como lugares de franquicia.

### Nuevo propietario
En octubre de 2008 Atalaya Capital Management, anunció que compraría los activos de Bennigan's. Los activos incluyen la franquicia Bennigan's Co., propietaria de los derechos de la franquicia de la marca Bennigan's. Joel Holsinger, gerente de la empresa, dijo que la compañía ha logrado reposicionar la marca mediante el restablecimiento de su lugar en el segmento de barras de alto nivel y centrándose en los sándwiches y aperitivos.
Ese mismo año, la franquicia cuntinuó su expansión fuera de los Estados Unidos y hoy en día, esta marca sirve en 14 países diferentes los cuales son:
- Alemania
- Bahamas
- Baréin
- Brasil
- Canadá
- Chipre
- El Salvador
- Estados Unidos
- Grecia
- India
- Jordania
- México
- Corea del Sur
- Panamá
- Chile